# Alfonsas Pulokas
Alfonsas Pulokas (* 8. Februar 1952 in Bagužiškiai, Rajongemeinde Ukmergė, Litauische SSR) ist ein litauischer Politiker.

## Leben
Von 1959 bis 1963 lernte Pulokas in der Grundschule Parija, von 1963 bis 1967 in der Schule Krikštėnai. Nach dem Abitur 1970 an der 1. Mittelschule Ukmergė absolvierte er 1975 das Diplomstudium an der Fakultät für Mechanisation an der Lietuvos žemės ūkio akademija bei Kaunas und wurde Mechaniker. Danach bildete Pulokas sich weiter in Rjasan und 1997 in Slagelse (Dänemark). Von 1991 bis 1993 arbeitete er bei AB „Pasvalio grūdai“ als Technikdirektor. Von 1993 bis 1995 war Pulokas Bürgermeister, 2000 stellvertretender Bürgermeister der Rajongemeinde Pasvalys, von 2000 bis 2004 Mitglied im Seimas.
Pulokas ist LSDP-Mitglied.